# Njdeh
Njdeh ou Nzhdeh (en arménien Նժդեհ ; anciennement Soflu) est une communauté rurale du marz de Syunik en Arménie. Comprenant également la localité de Tsghuni, elle compte 125 habitants en 2011.

## Géographie

### Situation
Njdeh est située à 24 km de Sisian et à 128 km de Kapan, la capitale régionale.

### Topographie
L'altitude moyenne de Njdeh est de 2 000 m.

### Territoire
La communauté couvre 5 521 hectares, dont :
- 5 455 ha de terrains agricoles ;
- 5 ha de terrains industriels ;
- 1 ha alloués aux infrastructures énergétiques, de transport, de communication, etc. ;
- 17 ha d'eau[4].

## Politique
Le maire (ou plus correctement le chef de la communauté) de Njdeh est depuis 2006 Ohan Geghamyan.
| Début | Fin      | Nom            | Parti                       |
| ----- | -------- | -------------- | --------------------------- |
| 2006  | 2010     | Ohan Geghamyan | Parti républicain d'Arménie |
| 2010  | En cours | Ohan Geghamyan | Parti républicain d'Arménie |

## Économie
L'économie de la communauté repose principalement sur l'agriculture.

## Démographie
| 2001 | 2008 | 2011 |
| ---- | ---- | ---- |
| 185  | 201  | 125  |